# Lijst van attracties in Universal Studios Japan
Deze pagina bevat een lijst van attracties in het Japanse attractiepark Universal Studios Japan.

## Huidige attracties
| Naam                                       | Opening         | Attractietype                   | Afbeelding |
| ------------------------------------------ | --------------- | ------------------------------- | ---------- |
| Backdraft                                  | 31 maart 2001   | Speciale effectenshow           |            |
| Big Bird's Big Top Circus                  | 16 maart 2012   | Draaimolen                      |            |
| Despicable Me: Minion Mayhem               | 21 April 2017   | 3D-simulator                    |            |
| Elmo's Bubble Bubble                       | 16 maart 2012   | Waterattractie                  |            |
| Elmo's Go-Go Skateboard                    | 18 maart 2015   | Disk'O                          |            |
| Elmo's Little Drive                        |                 | Autootjes (3-5 jaar)            |            |
| Flight of the Hippogriff                   | 15 juli 2014    | Stalen Junior Coaster           |            |
| Freeze Ray Sliders                         |                 | Demolition Derby                |            |
| Harry Potter and the Forbidden Journey     | 15 juli 2014    | Robocoaster Simulatordarkride   |            |
| Hello Kitty's Cupcake Dream                |                 | Theekopjesattractie             |            |
| Hollywood Dream - The Ride                 | 9 maart 2007    | Stalen achtbaan                 |            |
| Hollywood Dream - The Ride -Backdrop-      | 15 maart 2013   | Stalen achtbaan                 |            |
| Jaws: The Ride                             | 31 maart 2001   | Rondvaart Dark water ride       |            |
| Jurassic Park: The Ride                    | 31 maart 2001   | Shoot-the-Chute Dark water ride |            |
| Mario Kart: Koopa's Challenge              | 2021            | Interactieve darkride           |            |
| Moppy's Balloon Trip                       | 18 maart 2015   | Luchtballonnencarrousel         |            |
| Sesame Street 4-D Movie Magic              | 26 april 2003   | 4D-film                         |            |
| Sesame's Big Drive                         |                 | Autootjes (6-12 jaar)           |            |
| Shrek's 4-D Adventure                      | 20 juni 2003    | 4D-film                         |            |
| Space Fantasy – The Ride                   | 18 maart 2010   | Draaiende achtbaan              |            |
| Terminator 2:3-D                           | 31 maart 2001   | 3D-film                         |            |
| The Amazing Adventures of Spider-Man       | 23 januari 2004 | Simulator darkride              |            |
| The Flying Dinosaur                        | 18 maart 2016   | Vliegende achtbaan              |            |
| The Flying Snoopy                          | 16 maart 2012   | Red Baron                       |            |
| The village of Hogsmeade                   | 15 juli 2014    | Walkthrough                     |            |
| Universal Monsters Live Rock and Roll Show | 31 maart 2001   |                                 |            |
| Yoshi's Adventure                          | 2021            | Rondrit                         |            |
| Waterworld: A Live Sea War Spectacular     | 31 maart 2001   | Stunt show                      |            |